# Gymnastique aux Jeux olympiques d'été de 1960
Navigation
Melbourne 1956 Tokyo 1964

## Résultats hommes

### Concours par équipes
| Médaille                            | Nom | Pays             | Points |
| ----------------------------------- | --- | ---------------- | ------ |
| Médaille d'or, Jeux olympiques      | Masao Takemoto Takashi Ono Nobuyuki Aihara Yukio Endo Shuji Tsurumi Takashi Mitsukuri                          | Japon            | 575.20 |
| Médaille d'argent, Jeux olympiques  | Boris Shakhlin Yuri Titov Albert Azaryan Vladimir Portnoi Valery Kerdemilidi Nikolai Miligulo                  | Union soviétique | 572.70 |
| Médaille de bronze, Jeux olympiques | Giovanni Carminucci Pasquale Carminucci Gianfranco Marzolla Franco Menichelli Orlando Polmonari Angelo Vicardi | Italie           | 559.05 |

### Concours général individuel hommes
| Médaille                            | Nom            | Pays             | Points |
| ----------------------------------- | -------------- | ---------------- | ------ |
| Médaille d'or, Jeux olympiques      | Boris Shakhlin | Union soviétique | 115.95 |
| Médaille d'argent, Jeux olympiques  | Takashi Ono    | Japon            | 115.90 |
| Médaille de bronze, Jeux olympiques | Yuri Titov     | Union soviétique | 115.60 |

### Finales par engins

#### Sol hommes
| Médaille                            | Nom               | Pays             | Points |
| ----------------------------------- | ----------------- | ---------------- | ------ |
| Médaille d'or, Jeux olympiques      | Nobuyuki Aihara   | Japon            | 19.450 |
| Médaille d'argent, Jeux olympiques  | Yuri Titov        | Union soviétique | 19.325 |
| Médaille de bronze, Jeux olympiques | Franco Menichelli | Italie           | 19.275 |

#### Cheval d'arçons hommes
| Médaille                            | Nom            | Pays             | Points |
| ----------------------------------- | -------------- | ---------------- | ------ |
| Médaille d'or, Jeux olympiques      | Eugen Ekman    | Finlande         | 19.375 |
| Médaille d'or, Jeux olympiques      | Boris Shakhlin | Union soviétique | 19.375 |
| Médaille d'argent, Jeux olympiques  | -              | -                |        |
| Médaille de bronze, Jeux olympiques | Shuji Tsurumi  | Japon            | 19.150 |

#### Anneaux hommes
| Médaille                            | Nom            | Pays             | Points |
| ----------------------------------- | -------------- | ---------------- | ------ |
| Médaille d'or, Jeux olympiques      | Albert Azaryan | Union soviétique | 19.725 |
| Médaille d'argent, Jeux olympiques  | Boris Shakhlin | Union soviétique | 19.500 |
| Médaille de bronze, Jeux olympiques | Takashi Ono    | Japon            | 19.425 |
| Médaille de bronze, Jeux olympiques | Velik Kapsazov | Bulgarie         | 19.425 |

#### Saut hommes
| Médaille                            | Nom              | Pays             | Points |
| ----------------------------------- | ---------------- | ---------------- | ------ |
| Médaille d'or, Jeux olympiques      | Boris Shakhlin   | Union soviétique | 19.350 |
| Médaille d'or, Jeux olympiques      | Takashi Ono      | Japon            | 19.350 |
| Médaille d'argent, Jeux olympiques  | -                | -                |        |
| Médaille de bronze, Jeux olympiques | Vladimir Portnoi | Union soviétique | 19.225 |

#### Barres parallèles hommes
| Médaille                            | Nom                 | Pays             | Points |
| ----------------------------------- | ------------------- | ---------------- | ------ |
| Médaille d'or, Jeux olympiques      | Boris Shakhlin      | Union soviétique | 19.400 |
| Médaille d'argent, Jeux olympiques  | Giovanni Carminucci | Italie           | 19.375 |
| Médaille de bronze, Jeux olympiques | Takashi Ono         | Japon            | 19.350 |

#### Barre fixe hommes
| Médaille                            | Nom            | Pays             | Points |
| ----------------------------------- | -------------- | ---------------- | ------ |
| Médaille d'or, Jeux olympiques      | Takashi Ono    | Japon            | 19.600 |
| Médaille d'argent, Jeux olympiques  | Masao Takemoto | Japon            | 19.525 |
| Médaille de bronze, Jeux olympiques | Boris Shakhlin | Union soviétique | 19.475 |

## Résultats femmes

### Concours général par équipes femmes
| Médaille                            | Nom                                                                                                | Pays             | Points  |
| ----------------------------------- | -------------------------------------------------------------------------------------------------- | ---------------- | ------- |
| Médaille d'or, Jeux olympiques      | Sofia Muratova Larissa Latynina Polina Astakhova Tamara Lyukhina Lidia Ivanova Margarita Nikolaeva | Union soviétique | 382.320 |
| Médaille d'argent, Jeux olympiques  | Eva Bosáková Věra Čáslavská Matylda Matoušková Hana Růžičková Ludmila Švédová Adolfina Tačová      | Tchécoslovaquie  | 373.323 |
| Médaille de bronze, Jeux olympiques | Elena Leusteanu Sonia Iovan Atanasia Ionescu Uta Poreceanu Emilia Lita Elena Niculescu             | Roumanie         | 372.053 |

### Concours général individuel femmes
| Médaille                            | Nom              | Pays             | Points |
| ----------------------------------- | ---------------- | ---------------- | ------ |
| Médaille d'or, Jeux olympiques      | Larissa Latynina | Union soviétique | 77.031 |
| Médaille d'argent, Jeux olympiques  | Sofia Muratova   | Union soviétique | 76.696 |
| Médaille de bronze, Jeux olympiques | Polina Astakhova | Union soviétique | 76.164 |

### Finales par engins

#### Saut femmes
| Médaille                            | Nom                 | Pays             | Points |
| ----------------------------------- | ------------------- | ---------------- | ------ |
| Médaille d'or, Jeux olympiques      | Margarita Nikolaeva | Union soviétique | 19.316 |
| Médaille d'argent, Jeux olympiques  | Sofia Muratova      | Union soviétique | 19.049 |
| Médaille de bronze, Jeux olympiques | Larissa Latynina    | Union soviétique | 19.016 |

#### Barres asymétriques femmes
| Médaille                            | Nom              | Pays             | Points |
| ----------------------------------- | ---------------- | ---------------- | ------ |
| Médaille d'or, Jeux olympiques      | Polina Astakhova | Union soviétique | 19.616 |
| Médaille d'argent, Jeux olympiques  | Larissa Latynina | Union soviétique | 19.416 |
| Médaille de bronze, Jeux olympiques | Tamara Lyukhina  | Union soviétique | 19.399 |

#### Poutre femmes
| Médaille                            | Nom              | Pays             | Points |
| ----------------------------------- | ---------------- | ---------------- | ------ |
| Médaille d'or, Jeux olympiques      | Eva Bosáková     | Tchécoslovaquie  | 19.283 |
| Médaille d'argent, Jeux olympiques  | Larissa Latynina | Union soviétique | 19.233 |
| Médaille de bronze, Jeux olympiques | Sofia Muratova   | Union soviétique | 19.232 |

#### Sol femmes
| Médaille                            | Nom              | Pays             | Points |
| ----------------------------------- | ---------------- | ---------------- | ------ |
| Médaille d'or, Jeux olympiques      | Larissa Latynina | Union soviétique | 19.583 |
| Médaille d'argent, Jeux olympiques  | Polina Astakhova | Union soviétique | 19.532 |
| Médaille de bronze, Jeux olympiques | Tamara Lyukhina  | Union soviétique | 19.449 |

## Tableau des médailles

### Hommes
| Rang  | Nation           | Or | Argent | Bronze | Total |
| ----- | ---------------- | -- | ------ | ------ | ----- |
| 1     | Union soviétique | 5  | 3      | 3      | 11    |
| 2     | Japon            | 4  | 2      | 3      | 9     |
| 3     | Finlande         | 1  | 0      | 0      | 1     |
| 4     | Italie           | 0  | 1      | 2      | 3     |
| 5     | Bulgarie         | 0  | 0      | 1      | 1     |
| Total | Total            | 10 | 6      | 9      | 25    |

### Femmes
| Rang  | Nation           | Or | Argent | Bronze | Total |
| ----- | ---------------- | -- | ------ | ------ | ----- |
| 1     | Union soviétique | 5  | 5      | 5      | 15    |
| 2     | Tchécoslovaquie  | 1  | 1      | 0      | 2     |
| 3     | Roumanie         | 0  | 0      | 1      | 1     |
| Total | Total            | 6  | 6      | 6      | 18    |

### Confondu
| Rang  | Nation           | Or | Argent | Bronze | Total |
| ----- | ---------------- | -- | ------ | ------ | ----- |
| 1     | Union soviétique | 10 | 8      | 8      | 26    |
| 2     | Japon            | 4  | 2      | 3      | 9     |
| 3     | Tchécoslovaquie  | 1  | 1      | 0      | 2     |
| 4     | Finlande         | 1  | 0      | 0      | 1     |
| 5     | Italie           | 0  | 1      | 2      | 3     |
| 6     | Bulgarie         | 0  | 0      | 1      | 1     |
| 6     | Roumanie         | 0  | 0      | 1      | 1     |
| Total | Total            | 16 | 12     | 15     | 43    |